# Luxinio
Luxinio fue un régulo íbero que en 197 a. C. se levantó en armas contra la república romana, en el marco de la revuelta íbera (197-195 a. C.), al mando de las fuerzas de las ciudades de Carmo y Bardo.

### Citas
1. ↑  Real Academia Española. «régulo». Diccionario de la lengua española (23.ª edición). Consultado el 14 de abril de 2015.
2. ↑  Tito Livio, Ab Urbe condita libri, 33, 21, 6-9.